# Gliptika
Gliptika (iz grščine γλύφειν glýfeïn), tudi kamnorezbarstvo je umetnost krasilne obdelave draguljev in poldragih kamnov, kamnitih kristalov in podobnih kamnov s pomočjo rezalne in brusilne opreme. Beseda glyptik izhaja iz starogrške glifhein in pomeni 'dolbenje', 'izrezovanje' ali 'vrezovanje v kamen'. Rezbarska umetnost v kamnu se lahko uporablja za ustvarjanje ali okrasitev povsem različnih predmetov, kot so nakit, sklede, okrasne ali posode za pijačo, pa tudi dragulje ali geme. Tudi tehnika marmornih vložkov (npr. v tlakih v italijanskih cerkvah) in Pietra dura temelji na kamnoseštvu. Umetnost rezbarjenja v kamnu se je v praksi pogosto povezovala z zlatarstvom.
Antična gliptika je strukturirana v epohe in značilne sloge, kot sledi:
- minojski in mikenski pečati so iz približno 3000-1000 pr. n. št.
- grško-geometrična gliptika
- ciprska gliptika
- grški otoški dragulji 7. / 6. stoletja pr. n. št.
- feničanski in feničansko-grški skarabeji iz 6. st. pr. n. št.
- grško-arhaične gliptika 6. in 5. st. pr. n. št.
- grško-klasična gliptika 5./4. st. pr. n. št.
- grško-perzijski dragulji
- helenistični dragulji
- etruščanski skarabeji
- italski in rimski republikanski dragulji
- geme iz rimskega imperija
- gnostični dragulji
- sasanidski pečati
- krščanske geme iz pozne antike in srednjega veka ter sodobni dragulji

V umetnostni zgodovini govorimo o gemah = graviranih kamnih kot generičnem izrazu, ne glede na to ali so izbočeno ali poglobljeno vgravirani. V trgovini z gemami pa so razdeljene na izraze: gema = poglobljeno in kameje = izbočeno gravirane. Eni govorijo o graviranju ali rezanju kamnov. Prosojne kamne so brusili izbočeno in s tem poudarili njihov sijaj.
Umetnost vrezovanja podob v okrasno kamenje, se je razvila v 4. tisočletju pr. n. š. v Mezopotamiji, kmalu pa so jo prevzele tudi druge kulture in ji dodale svoje umetniške prvine. Egipčani so na primer okrasno kamenje najpogosteje gravirali v obliki skarabeja, za pečatnike minojske in mikenske kulture je značilna pestrost oblik in motivov iz vsakdanjega življenja.
V bližinjevzhodni arheologiji uporabljajo izraz gliptika tudi za pečatnike (iz zgodnjega obdobja Halafske kulture okoli 6000 pr. n. št.) in valjastih pečatnikih (iz  uruškega obdobja, približno 3400 pr. n. št.). Valjasti pečatniki so med najcelovitejšimi viri slikovnih kultur starodavnega Bližnjega vzhoda. Tudi zgodnja oblika je gliptika civilizacij iz doline Inda.
V glavnem se izvaja kot tehnika majhne plastike, zlasti pri proizvodnji draguljev, pečatov in podobnega. 
Poleg starodavne gliptike, ki je starejša (3500-1500 pr. n. št.), so v glavnem na Škotskem uporabljali tehniko izrezljanih kamnitih krogel. 
Na zahodu so tehniko začeli uporabljati v 6. stoletju pr. n. št.. v grški gliptiki, potem ko je kretsko-mikenska kultura zmogla precejšnjo kvaliteto obdelave kamnov, v helenizmu pa tudi tehnološko: gravirali so celo najtrše okrasne kamne, za izdelavo gem so začeli uporabljati steklo, kot nova oblika brušenja se je uveljavila kameja.
S prevzemanjem grške kulture, vojaškimi osvajanji in selitvijo mojstrskih graverjev v novo središče sveta sta se izdelava in raba gem najbolj razmahnili prav v rimski kulturi. Na območju današnje Slovenije so se predmeti pojavili s stiki in romanizacijo nekoliko pred začetkom našega štetja. Rimljani so geme izdelovali iz različnih kamnov, večinoma različic kremena, ki ga je razmeroma lahko gravirati, hkrati pa je dovolj trd, da se ni obrabil, če so ga uporabljali za pečatnik. V rimskem imperiju, je bila tehnika uporabljena predvsem na področju portretiranja, kot tudi v renesansi, v katerem je rezberjenje v kamnih doživelo nov umetniški razcvet. Še en vrhunec je doživel v klasicizmu.
V 16. do 18. stoletju so bili centri ustvarjanja mojstrovin umetnosti rezbarjenja v središčih, kot so Firence, Praga in Neapelj z umetniki, kot so družina Miseroni. V renesančnem in baročnem obdobju je bila priljubljena tudi tehnika Pietra dura, tj. vložki iz poldragih kamnov.
Zbirka izvirnih del ali kalupov s področja gliptike se imenuje daktilioteka. Gliptoteka je zbirka skulptur in rezanih kamnov, s poudarkom na skulpturah.